# Tchadsjön

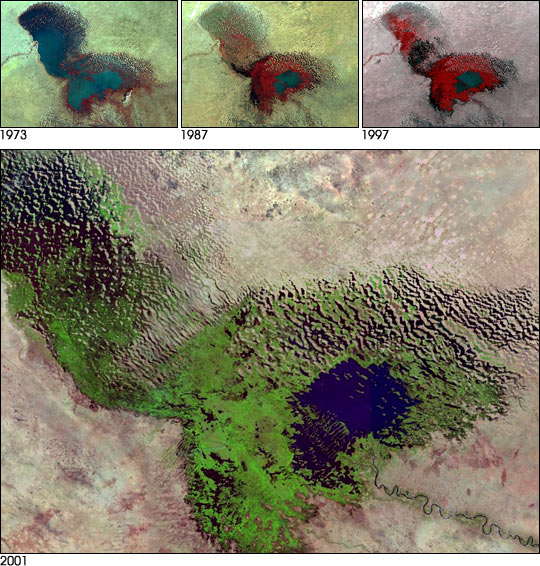
Satellitbild av Tchadsjön 2001. Sjöns verkliga storlek i blått och växtlighet på tidigare sjöbotten i grönt. De tre övre bilderna visar förändringar av sjöns yta från 1973 till 1997.

Tchadsjön (franska: Lac Tchad) är en historiskt stor, grund, endorheisk sjö i Centralafrika, som har varierat i storlek genom århundradena. Enligt Global Resource Information Database från FN:s miljöprogram minskade den med så mycket som 95 % från omkring 1963 till 1998. Det lägsta området var 1986, på 279 km2, men "2007 års (satellit)bild visar en betydande förbättring jämfört med tidigare år."
Tchadsjön tros vara vad som återstår av ett innanhav som uppskattningsvis täckte 400 000 kvadratkilometer för omkring 6 000 år sedan. Det var en av världens största sjöar när den först upptäcktes av européer 1823. Sedan dess har dess yta minskat avsevärt, en utveckling som accelererat de senaste 40 åren med klimatförändringar och växande efterfrågan på vatten i regionen. Under 1960-talet hade Tchadsjön en yta på mer än 26 000 kvadratkilometer och var ännu Afrikas fjärde största sjö. 2000 uppgick dess yta till mindre än 1 500 kvadratkilometer. Denna utveckling beror på minskad nederbörd i kombination med ökad konstbevattning som dränerar sjön och dess tillflöden som rinner från bergen i Centralafrikanska republiken. Allt tyder på att Tchadsjön kommer att krympa ytterligare och kanske till och med försvinna helt under 2000-talet.
1908 och 1984 var Tchadsjön nära att torka ut helt och har ett genomsnittligt djup på 1,5 meter. Då sjön krymper varje år flyttar bönderna sitt jordbruk från de uttorkade områdena till floddalarna. Budumafolket bedriver fiske på sjön från kanoter. På sjön finns många flytande öar. I Tchadsjön finns ett omfattande djurliv, bland annat fisk, krokodiler, vattenfåglar och strandfåglar. Djuren utgör en viktig näringskälla för lokalbefolkningen.

## Europeisk utforskning
De första européer som nådde Tchadsjön, som tidigare var utmärkt på kartor endast med stöd av hörsägner och tradition, kom dit 1823 och tillhörde en engelsk expedition, vars mest kända deltagare var Dixon Denham, Hugh Clapperton och Walter Oudney. Närmare kunskap om sjön och dess angränsande länder i nordväst och öst erhölls först genom tyskarna Heinrich Barths och Gustav Nachtigals resor, den förstnämndes 1850–1855 och den senares 1870–1874. Från söder utforskades Tchadbäckenet mer framgångsrikt först 1896–1897 av fransmannen Émile Gentil, som följde Charifloden till dess utlopp i Tchadsjön. Sjöns natur och säregna föränderlighet kartlades och utforskades av en rad franska militärexpeditioner som inleddes 1900, framför allt av den franske majoren Jean Tilho, som länge var stationerad i Tchadterritoriet.